# Десислава Петрова
Десислава Добрева Петрова (още – Солджър или Солджъра) е българска активистка за правата на ЛГБТ хората, бивш член на Български хелзинкски комитет и бивш заместник-председател и председател на сдружението БГО Джемини. Гостувала е в предаването на Нова телевизия „Черешката на тортата“.
През 2013 г. Петрова взима активно участие в кръглите маси на протестиращи граждани срещу кандидатите за Обществен съвет към президента Росен Плевнелиев.
В интервю с нея от същата година се споменава, че тя не крие, че e хомосексуална.